# Arena Ciudad de México
La Arena Ciudad de México es un recinto de espectáculos ubicado en la alcaldía Azcapotzalco de la Ciudad de México, México. Es utilizada para organizar eventos diversos tales 
como conciertos, eventos deportivos, circos, eventos privados y culturales, convenciones, entre otros. Es operada por Zignia, una subsidiara de Avalanz.
Fue inaugurada el 25 de febrero de 2012 y cuenta con una capacidad máxima para 22 300 espectadores. La inversión total para la construcción del inmueble fue de aproximadamente 300 millones de dólares, y fue diseñada por la empresa KMD Architects.   
Desde 2022 es la casa de los Capitanes de la Ciudad de México que compiten en la NBA G League, convirtiéndose en el primer equipo de baloncesto fuera de Estados Unidos y Canadá en formar parte de dicha competición.

## Historia
La construcción se inició el 18 de marzo de 2009, estando presente el jefe de Gobierno del Distrito Federal, Marcelo Ebrard. El terreno donde está ubicada ahora la Arena Ciudad de México perteneció al antiguo Rastro de Ferrería, el cual tiene una extensión de ocho hectáreas. KMD Architects estuvo a cargo del diseño junto con Avalanz, promotor y operador del proyecto.
Avalanz es un conglomerado de empresas mexicanas dedicadas a diferentes actividades. Los principales propietarios son Guillermo Salinas Pliego y Alberto Hinojosa Canales. Las constructoras Grupo Garza Ponce, Corey y Adippsa participaron en el desarrollo de la obra.
La Arena Ciudad de México fue oficialmente inaugurada el 25 de febrero de 2012. Su primer evento fue un concierto de Luis Miguel. 
Para la construcción de la Arena Ciudad de México se utilizaron más de 5000 toneladas de acero estructural, 28000 toneladas de acero reforzado, y más de 100000 m³ de concreto. El área total de construcción es de 225000 m². Cuenta con dos helipuertos, 124 suites de lujo, estacionamiento para 5000 vehículos de los cuales 1,000 son para los propietarios de suites, 650 cámaras de seguridad, 850 pantallas LCD y capacidad para 22300 personas según el evento. 
Uno de los atractivos de la Arena Ciudad de México es su pantalla LED exterior que tiene un área total de 6200 m². Al interior del recinto también se cuenta con una pantalla LED central, considerada como una de las más grandes del mundo dicho por los fabricantes de las pantallas Daktronics. El área total de esta, es de 700 m². 450 m lineales de anillos digitales rodean las gradas de la Arena.
El 24 de febrero de 2012, un día antes del evento de apertura, Marcelo Ebrard develó la placa de inauguración junto con Guillermo Salinas Pliego, Alberto Hinojosa Canales, y otros funcionarios. Ebrard recalcó los beneficios que la Arena trae al Distrito Federal (ahora Ciudad de México) sobre todo a la Delegación Azcapotzalco, como la creación de 2500 empleos permanentes y la modernización de la zona.
Por su parte, Guillermo Salinas Pliego comentó: "esta Arena construida para la gente de la Ciudad de México modernizará la infraestructura actualmente existente para este propósito en la capital, pues el último recinto construido que hoy en día se utiliza para ello, es el Palacio de los Deportes, que se edificó en 1968."

## Infraestructura
La Arena Ciudad de México cuenta con la infraestructura capaz para que en ella se realicen hasta 200 eventos al año que atraen alrededor de dos millones de asistentes. 
- Eventos por año: 200 eventos entre deportivos, culturales, musicales y sociales.

- Capacidad: Hasta 22300 personas

- Estacionamiento: Cuenta con 5000 cajones de estacionamiento

- Suites: 124 suites

La actividad en La Arena Ciudad de México se concentra en los siguientes tipos de eventos: deportivos nacionales e internacionales eventos culturales, convenciones, exposiciones, conciertos musicales y eventos privados.

## Eventos
En la Arena se han llevado a cabo eventos de distintos tipos. Algunos de los eventos ya realizados en este recinto son los siguientes:
     Eventos de artistas/deportistas nacionales.      Eventos de artistas/deportistas internacionales.
| Año                    | Fecha                    | Nacionalidad del artista | Nombre del artista | Nombre de la gira                                      | Entradas disponibles/agotadas         | Ingresos por evento   | Notas | |
| ---------------------- | ------------------------ | ------------------------ | --- | ------------------------------------------------------ | ------------------------------------- | --------------------- | --- | --- |
| 2012                   | 16 de marzo              | Estados Unidos           | Pitbull |                                                        |                                       |                       | [ 8 ] | |
| 2012                   | 20 de marzo              | Grecia                   | Yanni |                                                        |                                       |                       | [ 9 ] | |
| 2012                   | 24 de marzo              | Guatemala                | Ricardo Arjona | Metamorfosis World Tour                                |                                       |                       | [ 11 ] | |
| 2012                   | 31 de marzo              | Estados Unidos           | Intocable |                                                        |                                       |                       | [ 12 ] | |
| 2012                   | 14 de abril              |                          | Campeonato Mundial Peso Wélter JR OMB: Juan Manuel Márquez vs. Sergey Fedchenko                                                              |                                                        |                                       |                       | [ 13 ] | |
| 2012                   | 21 y 22 de abril         | Estados Unidos           | Nuclear Cowboyz Motocross Freestyle |                                                        |                                       |                       | [ 14 ] | |
| 2012                   | 26 de abril              | Reino Unido              | James |                                                        |                                       |                       | [ 15 ] | |
| 2012                   | 23 de mayo al 3 de junio | Estados Unidos           | Ringling Brothers and Barnum & Bailey Circus                                                                                                 |                                                        |                                       |                       | [ 16 ] | |
| 2012                   | 24 de junio              | Estados Unidos           | New Kids on the Block |                                                        |                                       |                       | [ 17 ] | |
| 2012                   | 5 de agosto              | México                   | TripleManía XX |                                                        |                                       |                       | [ 15 ] | |
| 2012                   | 14 de septiembre         | Estados Unidos           | Linkin Park | Living Things World Tour                               |                                       |                       | [ 18 ] | |
| 2012                   | 16 y 21 de agosto        | Estados Unidos           | Maroon 5 |                                                        |                                       |                       | Estará Maroon 5 en la Arena Ciudad de México                                                                | |
| 2012                   | 30 de agosto             | Reino Unido              | Keane |                                                        |                                       |                       | Ofrecerá Keane concierto en la Arena Ciudad de México Archivado el 1 de julio de 2012 en Wayback Machine.   | |
| 2012                   | 1 de septiembre de 2012  |                          | 50 aniversario de Combo de Puerto Rico, 1 de septiembre 2012.[cita requerida]                                                                |                                                        |                                       |                       | | |
| 2012                   | 6 de septiembre          | Alemania                 | Scorpions | Get Your Sting and Blackout World Tour                 |                                       |                       | Scorpions visitará México en su gira de despedida Archivado el 18 de enero de 2012 en Wayback Machine.      | |
| 2012                   | 28 al 30 de septiembre   | Estados Unidos           | Monster Jam |                                                        |                                       |                       | Monster Jam: Adrenalina Pura                                                                                | |
| 2012                   | 7 de octubre             | Estados Unidos           | Orlando Magic vs. New Orleans Hornets: Pretemporada NBA                                                                                      |                                                        |                                       |                       | Magic y Hornets jugarán en México                                                                           | |
| 2012                   | 1, 2 y 3 de noviembre    | México                   | Maquinaria Festival |                                                        |                                       |                       | | |
| 2013                   | 16 de febrero            | Países Bajos             | Armin van Buuren en A State of Trance 600 |                                                        |                                       |                       | A State Of Trance 600 Mexico City</ref>                                                                     | |
| 2013                   | 18 de abril              | Estados Unidos           | Garbage |                                                        |                                       |                       | | |
| 2013                   | 17 de mayo               | Países Bajos             | Tiësto | Club Life World Tour                                   |                                       |                       | [ 19 ] | |
| 2013                   | 9 de octubre             | Estados Unidos           | Lionel Richie |                                                        |                                       |                       | | |
| 2013                   | 12, 13 y 14 de octubre   | Tíbet                    | Dalái lama |                                                        |                                       |                       | | |
| 2013                   | 15 de octubre            | Reino Unido              | Pet Shop Boys | Electric Tour                                          |                                       |                       | | |
| 2013                   | 16 de octubre            | Australia                | Hillsong United |                                                        |                                       |                       | | |
| 2013                   | 18 de octubre            | Estados Unidos           | WWE Live |                                                        |                                       |                       | | |
| 2013                   | 27 de octubre            | Estados Unidos           | Aerosmith | Global Warming World Tour                              |                                       |                       | | |
| 2013                   | 7 de noviembre           | 🇰🇷 Corea del Sur         | Super Junior |                                                        |                                       |                       | | |
| 2013                   | 10 de noviembre          | Estados Unidos           | Train |                                                        |                                       |                       | | |
| 2013                   | 12 y 13 de noviembre     | Reino Unido              | Sarah Brightman | Dreamchaser World Tour                                 |                                       |                       | | |
| 2013                   | 14, 15 y 16 de noviembre |                          | Adoradores 2013 |                                                        |                                       |                       | | |
| 2013                   | 28 de noviembre          | Australia                | Nervo |                                                        |                                       |                       | | |
| 2013                   | 29 de noviembre          | Estados Unidos           | INCUBUS |                                                        |                                       |                       | | |
| 2013                   | 4 de diciembre           | Estados Unidos           | NBA Temporada regular San Antonio Spurs vs Minnesota Timberwolves                                                                            |                                                        |                                       |                       | Nota: Evento cancelado por la falla de un generador eléctrico                                               | |
| 2013                   | 14 de diciembre          | México                   | Armada Fest: Alpha Force, DJ Nathia Kate, Ruben De Ronde, Heatbeat, Emma Hewitt, Sean Tyas, Orjan Nilsen, Cosmic Gate, Markus Schulz.        |                                                        |                                       |                       | Evento realizado al aire libre.                                                                             | |
| 2013                   | 14 de diciembre          | República Dominicana     | Juan Luis Guerra |                                                        |                                       |                       | | |
| 2014                   | 12 de enero              | Estados Unidos           | Panic! At The Disco, Fall Out Boy y New Politics                                                                                             |                                                        |                                       |                       | | |
| 2014                   | 11 de febrero            | Estados Unidos           | Big Time Rush | Big Time Rush Live 2014 World Tour                     |                                       |                       | | |
| 2014                   | 28 de febrero            | Italia                   | Laura Pausini | The Greatest Hits World Tour                           |                                       |                       | [ 20 ] [ 21 ]                                                                                               | |
| 2014                   | 4 de abril               | Corea del Sur            | SHINee | The 3rd Concert "Shinee World III".                    | 8,697 / 8,697 (100%)                  | $1,135,955            | | |
| 2014                   | 4 y 5 de mayo            | México                   | Electric Zoo Festival: Skrillex, Hardwell, Alesso, Knife Party, Above & Beyond, Matin Solveig, Dash Berlin, Dillon Francis, Dubfire y otros. |                                                        |                                       |                       | | |
| 2014                   | 15 de mayo               | Canadá                   | Avril Lavigne | The Avril Lavigne Tour                                 |                                       |                       | | |
| 2014                   | 16 de mayo               | Estados Unidos           | Demi Lovato | The Neon Lights Tour                                   |                                       |                       | | |
| 2014                   | 8 y 9 de agosto          | Canadá                   | Michael Bublé | To Be Loved Tour 2014                                  |                                       |                       | | |
| 2014                   | 2 y 3 de septiembre      | Estados Unidos           | Bruno Mars | The Moonshine Jungle Tour                              | 45,430 / 45,430                       | $3,993,157            | | |
| 2014                   | 19 de septiembre         | Estados Unidos           | Miley Cyrus | Bangerz Tour                                           |                                       |                       | | |
| 2014                   | 30 de octubre            | Corea del Sur            | Music Bank In Mexico | Music Bank World Tour                                  |                                       |                       | | |
| 2014                   | 8 de noviembre           | Guatemala                | Miel San Marcos |                                                        |                                       |                       | Grabación en vivo de Como en el Cielo                                                                       | |
| 2014                   | 22 de noviembre          |                          | Final de la Copa Latinoamericana de League of Legends                                                                                        |                                                        |                                       |                       | | |
| 2014                   | 15 de noviembre          | Estados Unidos           | UFC:180: Werdum vs. Hunt |                                                        |                                       |                       | | |
| 2014                   | 28 de noviembre          | Italia                   | Laura Pausini | Grandes Éxitos MX Tour                                 |                                       |                       | | |
| 2015                   | 15 de febrero            | México                   | CD9 | The Party Tour                                         |                                       |                       | | |
| 2015                   | 13 de junio              | Estados Unidos           | UFC 188, Velasquez vs Werdum |                                                        |                                       |                       | | |
| 2015                   | 4 de julio               | México                   | Panteón Rococó | XX años y queremos más...                              |                                       |                       | | |
| 2015                   | 10 de septiembre         | Estados Unidos           | Mötley Crüe |                                                        |                                       |                       | | |
| 2015                   | 7 de octubre             | Corea del Sur            | BIGBANG | MADE 2015-16 World Tour                                | 18,238 / 19,260 (95%)                 | $2,889,751            | | |
| 2015                   | 28 y 29 de octubre       | México                   | Maná | Cama incendiada tour                                   |                                       |                       | | |
| 2016                   | 8 de marzo               | México                   | Emmanuel & Mijares | "Twor Amigos 2"                                        |                                       |                       | Celebrando el día internacional de la mujer por parte del Mrto. Juan Ayala Rivero director del S.U.T.G.CDMX | |
| 2016                   | 19 de marzo              | Francia                  | David Guetta |                                                        |                                       |                       | | |
| 2016                   | 7 de abril               | México                   | OV7 Kabah | Ov7 Kabah Tour                                         |                                       |                       | | |
| 2016                   | 7 de mayo                |                          | EMPO Awards 2016 |                                                        |                                       |                       | | |
| 2016                   | 21 de mayo               | México                   | CD9 | Evolution Tour                                         |                                       |                       | | |
| 2016                   | 27 y 28 de mayo          |                          | Encuentro Sobrenatural con el Apóstol Guillermo Maldonado                                                                                    |                                                        |                                       |                       | | |
| 2016                   | 8 de Julio               | Italia                   | Il Volo | Grande Amore Tour Mundial                              |                                       |                       | | |
| 2016                   | 20 de agosto             |                          | Final de la Copa Latinoamericana Norte de League of Legends                                                                                  |                                                        |                                       |                       | | |
| 2016                   | 8 de noviembre           | Estados Unidos           | Mariah Carey | The Sweet Sweet Fantasy Tour                           |                                       |                       | | |
| 2017                   | 12 y 14 de enero         | Estados Unidos           | National Basketball Association: - Phoenix Suns vs Dallas Mavericks - Phoenix Suns vs San Antonio Spurs                                      |                                                        |                                       |                       | | |
| 2017                   | 17 y 18 de marzo         | Corea del Sur            | KCON | KCON México 2017                                       | 34,132 / 35,532 (96%)                 | $5,047,184            | | |
| 2017                   | 27 de abril              | Corea del Sur            | EXO | EXO FROM. EXOPLANET ＃3 - The EXO'rDIUM                | 12,784 / 14,198 (90%)                 | $1,917,213            | | |
| 2017                   | 13 de mayo               | México                   | Aztec Kingdom Festival |                                                        |                                       |                       | | |
| 2017                   | 18 de mayo               | España                   | Camilo Sesto |                                                        |                                       |                       | | |
| 2017                   | 20 de mayo               | Colombia                 | Maluma |                                                        |                                       |                       | | |
| 2017                   | 2 de junio               | México                   | Fey, Jeans, The Sacados, Caló y más. | 90's Pop Tour                                          |                                       |                       | | |
| 2017                   | 3 de junio               | México                   | Edith Márquez y Ana Bárbara | Par de Reinas                                          |                                       |                       | | |
| 2017                   | 20 al 23 de julio        | Estados Unidos           | Disney on Ice |                                                        |                                       |                       | | |
| 2017                   | 26 de agosto             | México                   | Triplemanía XXV |                                                        |                                       |                       | | |
| 2017                   | 9 de septiembre          | Estados Unidos           | Chicago |                                                        |                                       |                       | | |
| 2017                   | 29 de septiembre         | México                   | Pepe Aguilar |                                                        |                                       |                       | | |
| 2017                   | 30 de septiembre         | México                   | Caifanes (banda) |                                                        |                                       |                       | 30 Aniversario.                                                                                             | |
| 2017                   | 3 de octubre             | Reino Unido              | Def Leppard |                                                        |                                       |                       | | |
| 2017                   | 13 de octubre            | Bélgica                  | Dimitri Vegas & Like Mike |                                                        |                                       |                       | | |
| 2017                   | 21 de octubre            | Alemania                 | Helloween | Pumpkins United World Tour                             |                                       |                       | | |
| 2017                   | 26 de octubre            | México                   | Matute (banda) |                                                        |                                       |                       | | |
| 2017                   | 18 de noviembre          | México                   | Gloria Trevi y Alejandra Guzmán | VERSUS Tour                                            |                                       |                       | | |
| 2017                   |                          |                          | |                                                        |                                       |                       | | |
| 2017                   | 16 de diciembre          | Australia                | MAKERS y Planetshakers |                                                        |                                       |                       | | |
| 2017                   | 2018                     | 17 de marzo              | España Argentina | Hombres G y Enanitos Verdes                            | HUEVOS REVUELTOS TOUR                 |                       | | |
| 2017                   | 2018                     | 27 de abril              | Corea del Sur | Super Junior                                           | SUPER JUNIOR WORLD TOUR ‘SUPER SHOW7’ | 19,784 / 20,758 (95%) | $3,652,515                                                                                                  | Es el evento con más recaudación realizado en la Arena, y el concierto más grande realizado por un artista coreano en México. |
| 3 y 4 de mayo          | 2018                     | Estados Unidos           | Katy Perry | Witness: The Tour                                      |                                       |                       | | |
| 5 de mayo              | 2018                     | España                   | Mago de Oz (Banda) |                                                        |                                       |                       | Tour de 30 Aniversario Presentando ¨Diabulus In Opera¨con la orquesta Sinfonietta de México.                | |
| 4 de agosto            | 2018                     | Italia                   | Laura Pausini |                                                        |                                       |                       | World Tour 2018                                                                                             | |
| 26 de agosto           | 2018                     | México                   | Triplemanía XXVI |                                                        |                                       |                       | | |
| Entre agosto y octubre | 2018                     | México Argentina         | Camila y Sin Bandera | 4 latidos tour - En vivo                               |                                       |                       | | |
| 7 de octubre           | 2018                     | Finlandia                | Nightwish | Decades: World Tour                                    |                                       |                       | | |
| 11 de octubre          | 2018                     | Estados Unidos           | 30 Seconds To Mars | The Monolith Tour                                      |                                       |                       | [ 22 ] | |
| 2019                   | 7 de septiembre          | México                   | Alejandra Guzmán | La Guzmán Tour                                         |                                       |                       | | |
| 2019                   | 26 de octubre            | México                   | Fey | Desnuda Tour                                           |                                       |                       | | |
| 2019                   | 2 de noviembre           | Alemania                 | Helloween | Pumpkins United World Tour                             |                                       |                       | Con Arch Enemy y Kreator como bandas invitadas                                                              | |
| 2020                   | 8 de febrero             | México                   | Alejandra Guzmán | La Guzmán Tour                                         |                                       |                       | | |
| 2020                   | 2022                     | 11 y 12 de Junio         | Colombia | Karol G                                                | Bichota Tour                          |                       | | |
| 9 de febrero           | 2022                     | Corea del Sur            | SuperM | We Are The Future Live                                 |                                       |                       | | |
| 2023                   | 22 de abril              | España                   | Saurom | El Pájaro Fantasma Tour                                |                                       |                       | Grabado en DVD                                                                                              | |
| 2023                   | 11 de julio              | Corea del Sur            | NCT Dream | The Dream Show 2                                       |                                       |                       | Debut de la banda en México                                                                                 | |
| 2023                   | 23 de agosto             | Corea del Sur            | Ateez | The Fellowship: Break the wall                         |                                       |                       | Primer show de la gira por Latinoamérica                                                                    | |
| 2024                   | 16 de marzo              | Italia                   | Laura Pausini |                                                        |                                       |                       | World Tour 2023-2024                                                                                        | |
| 2024                   | 21 y 22 de Agosto        | Estados Unidos           | Jonas Brothers | Jonas Brothers: Five Albums. One Night. The World Tour |                                       |                       | | |
| 2025                   | 23,25 y 26 de Abril      | Estados Unidos           | Katy Perry | The Lifetimes Tour                                     |                                       |                       | | |
| 2025                   | 8 de Agosto              | Japón                    | Ado | Ado World Tour 2025: Hibana                            |                                       |                       | | |

## Galería de imágenes

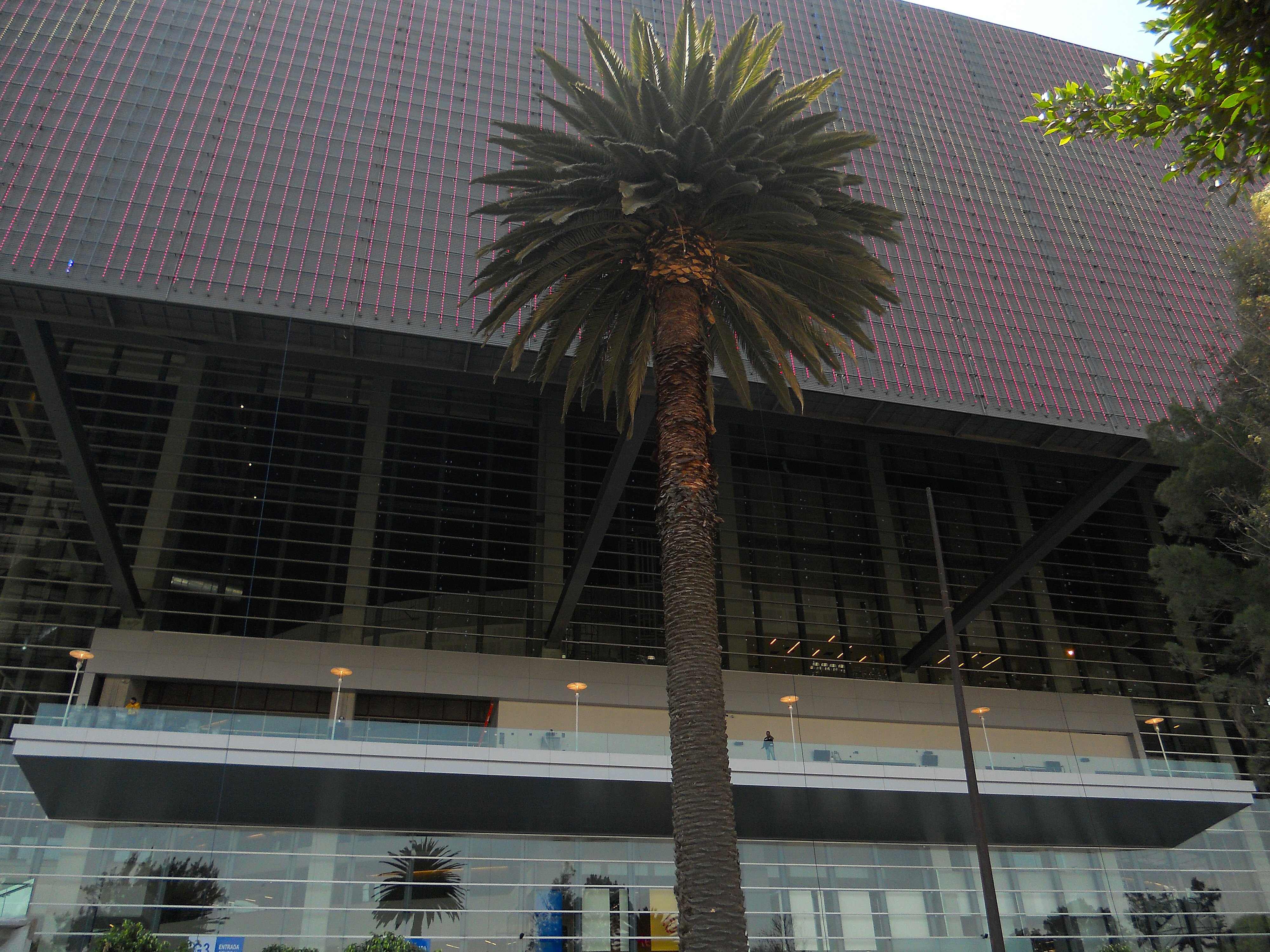
La entrada principal de la Arena Ciudad de México junto con la Terraza-Bar y la pantalla de LED.
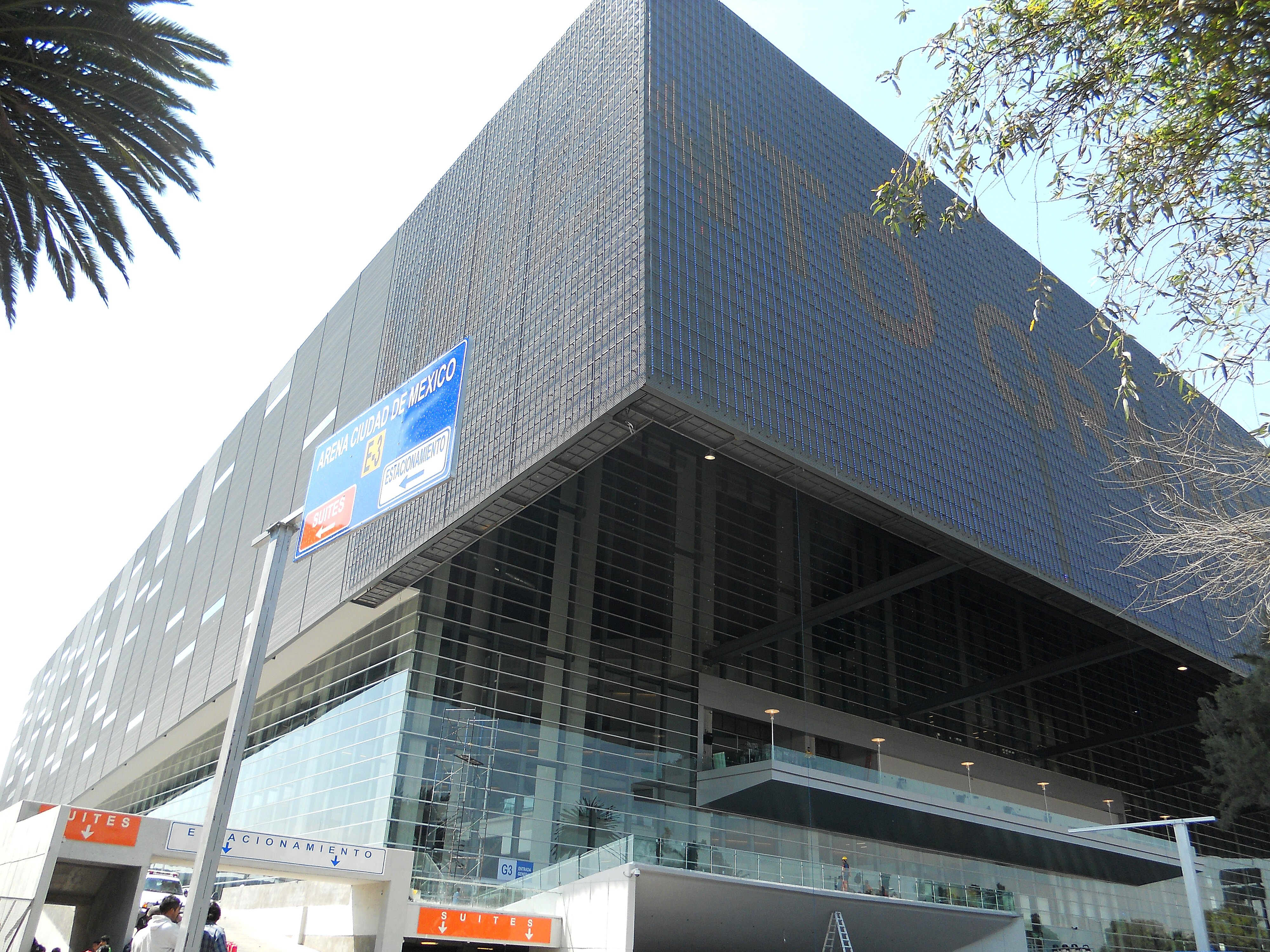
Vista del exterior de la Arena.
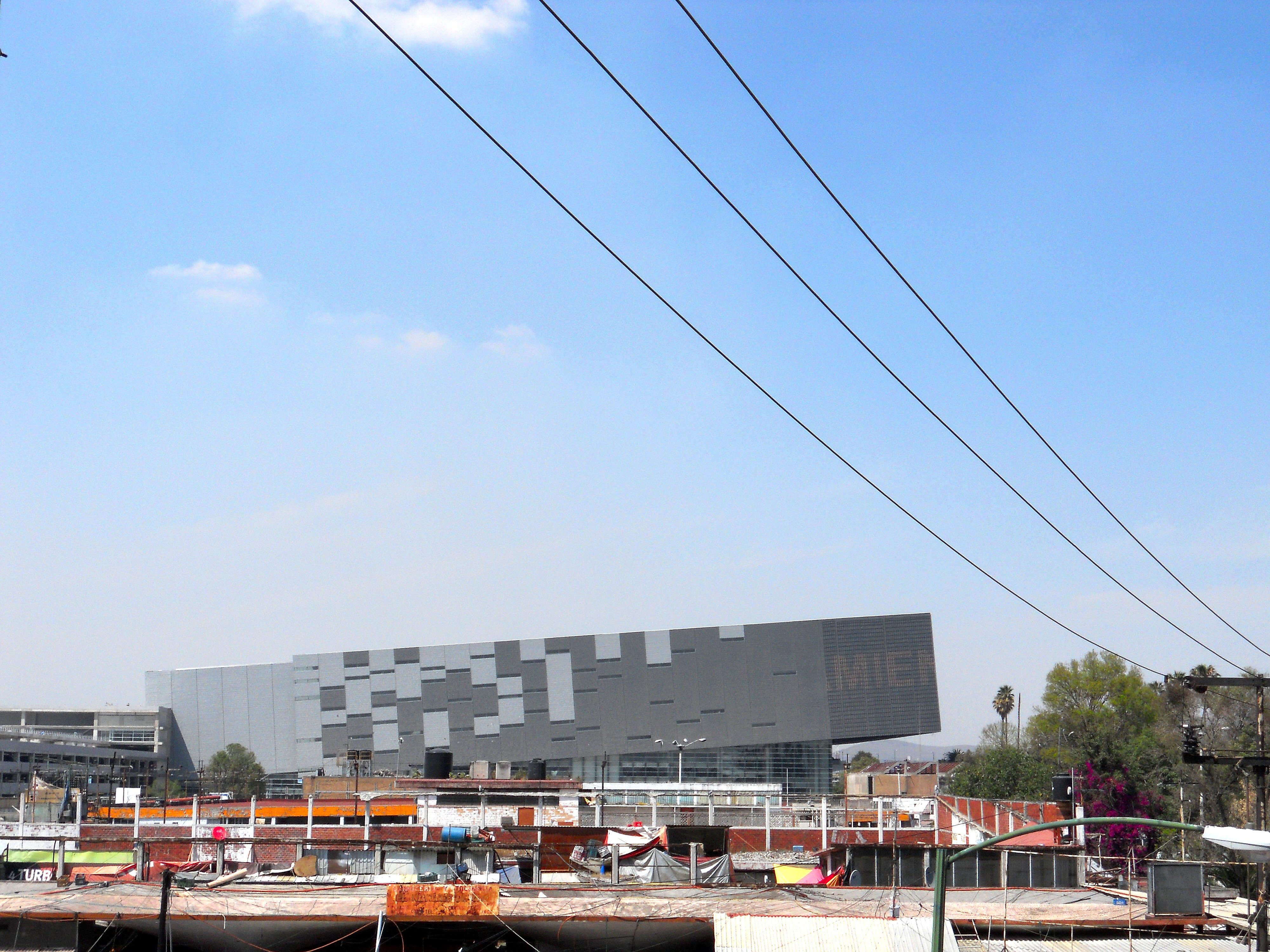
La Arena Ciudad de México vista desde un puente peatonal cerca del Metro Ferrería/Arena Ciudad de México el 7 de marzo del 2012.
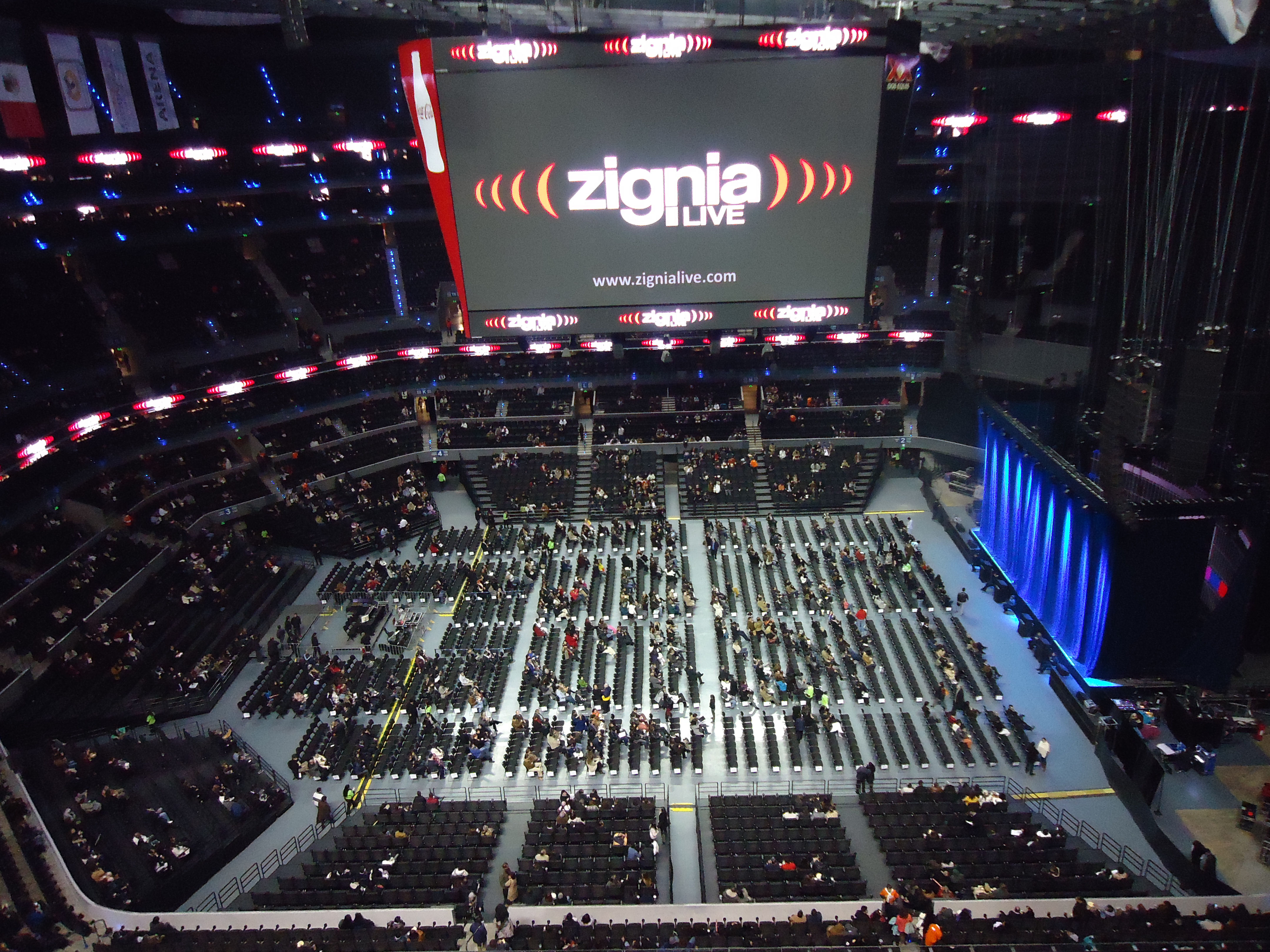
Vista del interior de la Arena.
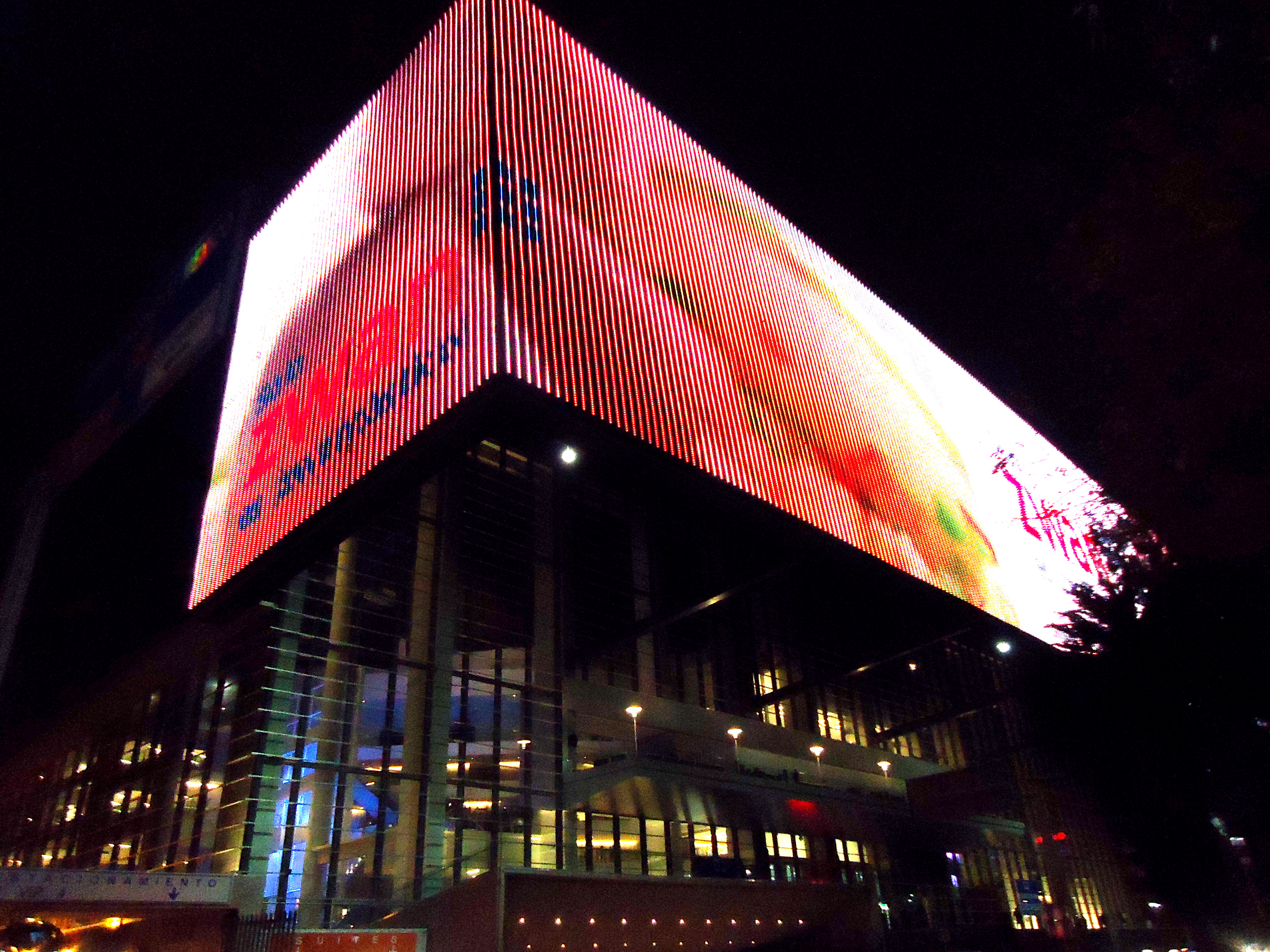
La Arena de noche.